# 三宅山
三宅山（みやけやま）は、大分県竹田市および豊後大野市にまたがる標高731mの山である。
かつて大分百山に選定されていたが、2002年（平成14年）4月の改訂の際に選から漏れている。

## 歴史
岡藩主中川久教がこの山で鹿狩りをする様子を描いた『三宅山御鹿狩絵巻』は、全長272mと世界最長の絵巻物であり、大分県の有形文化財に指定されている。なお、この時代の鹿狩りには軍事演習の意味合いがあったとされる。
1660年（万治3年）に岡藩に逗留した熊沢蕃山は、岡城の築城等のために伐採されてはげ山となっていた三宅山への植林を進言し、これに従って植林が行われた。

## 竹田デジタルテレビ中継局
三宅山には、竹田デジタルテレビ中継局が設けられている。